# Sakontala
Personnages
- Sakontala (soprano)
- Duschmanta (ténor)
- Kanna (basse)
- Madhawia (basse)
- Durwasas (basse)

Sakontala est un opéra de Franz Schubert (D. 701, 1820) en trois actes, inachevé et en fragments, d'après un livret de Johann Philipp Neumann, inspiré de l'œuvre du poète sanskrit classique Kâlidâsa.

## Histoire
Schubert commence à composer cette œuvre en octobre 1820, mais s'arrête au printemps 1821, sans doute, parce que le Wiener Staatsoper lui demande d'adapter Zémire et Azor de Louis Spohr dont le sujet est très proche. Pour les premier et second actes, il n'y a que des ébauches de partition pour onze scènes en fragment reproduisant les lignes mélodiques fondamentales des chants et des basses.
Johann Philipp Neumann s'inspire de la pièce Abhijñânaśâkuntalâ qui est à la mode dans toute l'Europe et s'appuie sur la traduction de Georg Forster parue en 1800.
On redécouvre en 2002 le livret et les manuscrits à la Bibliothèque de Vienne à l'hôtel de ville (de). Après la détermination de l'ordre des fragments, le compositeur danois Karl Aage Rasmussen achève les ébauches de Schubert afin de pouvoir interpréter l'opéra.
En 2006, cette version est présentée au festival de Bad Urach, avec Frieder Bernius à la direction du Kammerchor Stuttgart et du Deutsche Kammerphilharmonie. Les interprètes sont :
- Sakontala (soprano) – Simone Nold
- Duschmanta (ténor) – Donat Havar
- Kanna (basse) – Martin Snell
- Madhawia (basse) – Konrad Jarnot (en)
- Durwasas (basse) – Stephen Loges

La première représentation scénique a lieu le 27 mars 2010 au théâtre national de la Sarre, à Sarrebruck. Elle fait l'objet d'un enregistrement avec la distribution suivante :
- Duschmanta : Algirdas Drevinskas
- Sacontala : Elizabeth Wiles
- Durwasas / Madhawia : Guido Baehr
- Kanna : Hiroshi Matsui
- Amusina / 1re fille : Sofia Fomina
- Priamwada / 2e fille : Judith Braun
- Le pêcheur : Stefan Röttig
- Menaka : Elena Kochukova
- Un démon/1er homme de main : Timo Päch
- Un démon/2e homme de main : Harald Häusle

- Direction musicale : Christophe Hellmann
- Mise en scène : Berthold Schneider (de)
- Décors : Veronika Witte
- Costume : Doey Lüthi
- Direction du chœur : Jaume Miranda
- Artiste performant sur scène : Skall